# Sava Sedmotchislenik
 (février 2020).
Si vous disposez d'ouvrages ou d'articles de référence ou si vous connaissez des sites web de qualité traitant du thème abordé ici, merci de compléter l'article en donnant les références utiles à sa vérifiabilité et en les liant à la section « Notes et références ».
Saint Sava (Sedmotchislenik) (né entre 810 et 840 et mort entre 880 et 890) était un clerc bulgare du IXe siècle, élève des saints Cyrille et Méthode. Il a été canonisé par le Patriarcat de Bulgarie, qui le vénère comme l’un des Sept Saints de l'Église bulgare (avec Cyrille, Méthode, Clément d'Ohrid, Naum d'Ohrid, Gorazd et Angelar) : Светите Седмочисленици/svetite Sedmočislenici.
Qualifié dans La Vie de saint Clément d'Ohrid par le théologien Théophylacte, « d’élu et coryphée » parmi les élèves de Cyrille et Méthode, son culte a été particulièrement pratiqué en Bulgarie et dans l’Empire byzantin. Son nom a été oublié dans les siècles suivants. Le synodique du tsar Boril, un écrit historique et théologique bulgare du XIIIe siècle, place le nom de Sava aux côtés de ceux de Cyrille, Méthode, Clément d’Ohrid, Gorazd et Nahum, qui « enseignèrent la nation bulgare » et se consacrèrent aux Saintes Écritures en langue slave. Aucun écrit dû à la plume de saint Sava n'est parvenu jusqu’à nous.